# Centaurea lycopifolia
Centaurea lycopifolia — вид рослин роду волошка (Centaurea), з родини айстрових (Asteraceae).

## Опис рослини
Це багаторічна рослина. Стебло від прямовисного до висхідного, 20–40 см. Листки шершаві; прикореневі з 3–12 сегментами, 4.35–16.6 × 0.1–3.2 см, зубчасті; нижні подібні до прикореневих, сидячі, 3.9–8.6 × 0.15–2.8 см; верхні сидячі, майже прості, зубчасті, 2.9–7.55 × 0.3–2.65 см. Кластер філаріїв (приквіток) яйцюватий 11.44–19.25 × 8.21–13.57 мм; придатки приховують більшу частину прикореневої частини філяріїв, коричневі, трикутні. Квітки жовті. Сім'янки 3.08–5.48 × 1.69–2.61 мм; папуси 0.7–2.16 мм.

## Середовище проживання
Ендемік пд. Туреччини (Анатолія).